# Hyvinkää Falcons 2017
Questa voce raccoglie le informazioni riguardanti gli Hyvinkää Falcons nelle competizioni ufficiali della stagione 2017.

## Maschile

### III-divisioona 2017

#### Stagione regolare
| Hyvinkää 28 maggio 2017, ore 13:00 Anticipo 8ª giornata | Hyvinkää Falcons | 0 – 69 | Lohja Lions | Perttulan urheilupuisto |

| Hyvinkää 17 giugno 2017, ore 13:00 6ª giornata | Hyvinkää Falcons | 6 – 41 | Rusko Mayhem | Perttulan urheilupuisto |

| Sipoo 15 luglio 2017, ore 14:00 9ª giornata | Sipoo Bulldogs | 8 – 0 | Hyvinkää Falcons | Söderkullan kenttä |

| Hyvinkää 23 luglio 2017, ore 13:00 10ª giornata | Hyvinkää Falcons | 6 – 42 | Lahti Panthers | Perttulan urheilupuisto |

| Rovaniemi 29 luglio 2017, ore 17:00 11ª giornata | Rovaniemi Nordmen | 0 – 30 (d.g.s.) | Hyvinkää Falcons | Susivouti |

### Statistiche di squadra
| Competizione      | %Vittorie | In casa | In casa | In casa | In casa | In casa | In casa | In trasferta | In trasferta | In trasferta | In trasferta | In trasferta | In trasferta | Totale | Totale | Totale | Totale | Totale | Totale |
| Competizione      | %Vittorie | G       | V       | N       | P       | Pf      | Ps      | G            | V            | N            | P            | Pf           | Ps           | G      | V      | N      | P      | Pf     | Ps     |
| ----------------- | --------- | ------- | ------- | ------- | ------- | ------- | ------- | ------------ | ------------ | ------------ | ------------ | ------------ | ------------ | ------ | ------ | ------ | ------ | ------ | ------ |
| Stagione regolare | .200      | 3       | 0       | 0       | 3       | 12      | 152     | 2            | 1            | 0            | 1            | 30           | 8            | 5      | 1      | 0      | 4      | 42     | 160    |
| Totale            | .200      | 3       | 0       | 0       | 3       | 12      | 152     | 2            | 1            | 0            | 1            | 30           | 8            | 5      | 1      | 0      | 4      | 42     | 160    |

## Femminile

### Naisten I-divisioona 2017

#### Stagione regolare
| Riihimäki 20 maggio 2017, ore 12:00 1ª giornata | Hyvinkää Falcons | 0 – 30 (d.g.s.) | West Coast Phoenix | Keskusurheilupuistoi |

| Hyvinkää 27 maggio 2017, ore 13:00 2ª giornata | Hyvinkää Falcons | 0 – 30 (d.g.s.) | Jyväskylä Jaguars | Kankurin kenttä |

| Hyvinkää 8 luglio 2017, ore 13:00 4ª giornata | Hyvinkää Falcons | 8 – 14 | Tampere Saints | Kankurin kenttä |

| Mikkeli 16 luglio 2017, ore 14:30 5ª giornata | Mikkeli Bouncers | 22 – 7 | Hyvinkää Falcons | Urpolan tekonurmi |

| Raisio 23 luglio 2017, ore 14:00 6ª giornata | West Coast Phoenix | 30 – 0 | Hyvinkää Falcons | Kerttulan urheilukenttä |

| Jyväskylä 29 luglio 2017, ore 12:00 7ª giornata | Jyväskylä Jaguars | 30 – 0 | Hyvinkää Falcons | Viitaniemen liikuntapuisto |

| Tampere 12 agosto 2017, ore 16:00 9ª giornata | Tampere Saints | 25 – 0 | Hyvinkää Falcons | Pyynikin urheilukenttä |

| Hyvinkää 19 agosto 2017, ore 13:00 10ª giornata | Hyvinkää Falcons | 6 – 30 | Mikkeli Bouncers | Kankurin kenttä |

### Statistiche di squadra
| Competizione      | %Vittorie | In casa | In casa | In casa | In casa | In casa | In casa | In trasferta | In trasferta | In trasferta | In trasferta | In trasferta | In trasferta | Totale | Totale | Totale | Totale | Totale | Totale |
| Competizione      | %Vittorie | G       | V       | N       | P       | Pf      | Ps      | G            | V            | N            | P            | Pf           | Ps           | G      | V      | N      | P      | Pf     | Ps     |
| ----------------- | --------- | ------- | ------- | ------- | ------- | ------- | ------- | ------------ | ------------ | ------------ | ------------ | ------------ | ------------ | ------ | ------ | ------ | ------ | ------ | ------ |
| Stagione regolare | .000      | 4       | 0       | 0       | 4       | 14      | 104     | 4            | 0            | 0            | 4            | 7            | 107          | 8      | 0      | 0      | 8      | 21     | 211    |
| Totale            | .000      | 4       | 0       | 0       | 4       | 14      | 104     | 4            | 0            | 0            | 4            | 7            | 107          | 8      | 0      | 0      | 8      | 21     | 211    |